# Грамматические признаки
В русском языке части речи делят на самостоятельные и служебные. Каждая самостоятельная часть речи (существительное, глагол, прилагательное, числительное, местоимение, наречие) имеет свои грамматические признаки. Грамматические признаки бывают разными, такие как: непостоянные «время, число, падеж» и постоянные «род, склонение». К самостоятельным относятся существительные, прилагательные, глаголы и так далее. К служебным же относятся предлоги, союзы, частицы.

## Общие грамматические признаки
Общие грамматические признаки могут применяться на различные группы слов.
- Род (Genus):
  - Mужской (masculinum);
  - Женский (femininum);
  - Средний (neutrum);
- Число (Numerus):
  - Единственное (Singular);
  - Множественное (Plural);
  - Собирательное (Multiplex);
  - Двойственное (Dual) — в современном русском языке остаточные формы древнерусской парадигмы после числительных 2,3,4.
- Лицо(Person):
  - первое (говорящий или группа, в которую он входит — я, мы);
  - второе (слушающий или группа, в которую он входит — ты, вы);
  - третье (участник, не являющийся ни говорящим, ни слушающим; он, она, оно, они).
- Падеж (Casus):

В современном русском языке выделяют 6 падежей:
| Русское название | Латинское название                                                        | Характеризующий вопрос  |
| Именительный     | Номинатив (Nominativus)                                                   | Кто? Что?               |
| Родительный      | Генитив (Genitivus)                                                       | Кого? Чего?             |
| Дательный        | Датив (Dativus)                                                           | Кому? Чему?             |
| Винительный      | Аккузатив (Accusativus)                                                   | Кого? Что?              |
| Творительный     | Аблатив (объединяет инструментатив [Instrumentativus], локатив и аблатив) | Кем? Чем?               |
| Предложный       | Препозитив (Prepositivus)                                                 | О ком? О чём? (И т. п.) |

- Склонение (declinare):
  - Первое (слова мужского и женского рода, оканчивающиеся на -а или -я: мама, папа, разиня, шея);
  - Второе (все остальные слова мужского рода + все слова среднего рода: окно, свидание, шок, конь, гений, волчище);
  - Третье (все остальные слова женского рода: мышь, любовь, мать).

## Грамматические признаки частей речи

### Грамматические признаки имени существительного
- Склонение
  - Род
  - Число
  - Падеж

В русском языке имеются несклоняемые слова; склонение может отсутствовать у некоторых слов, когда совпадают все формы в обоих числах: метро, кенгуру, беж и т. п., а также фамилии людей. Существуют также разносклоняемые существительные.
- Одушевлённость:
  - одушевлённое;
  - неодушевлённое.
- Имена:
  - собственное;
  - нарицательное.

### Грамматические признаки имени прилагательного
- Разряд:
  - качественный (отвечают на вопрос «какой?»);
  - относительный (отвечают на вопрос «какой?»);
  - притяжательный (отвечают на вопрос «чей?»).
- Согласование с существительным:
  - род;
  - число;
  - падеж.
- Форма:
  - полная;
  - неполная (только у качественных прилагательных);
- Степень сравнения (у качественных прилагательных):
  - сравнительная;
  - превосходная.

### Грамматические признаки глагола
- Залог:
  - Актив (действительный залог);
  - Эргативный залог (эргативная конструкция);
  - Пассив (страдательный залог);
  - Антипассив;
  - Рефлексив (возвратный залог);
  - Реципрок (взаимный залог);
  - Социатив (кооператив, совместный залог);
  - Медий (средний, медиальный залог);
  - Имперсонал (безличный залог);
  - Каузатив (фактив, побудительный залог);
  - Декаузатив;
  - Аппликатив.
- Спряжение:
  - Вид:
    - совершенный;
    - несовершенный;
    - двоякий (жениться, обжаловать, …).

  - Наклонение:
    - изъявительное;
    - сослагательное (условное);
    - повелительное.

  - Время (только в изъявительном наклонении):
    - прошедшее;
    - настоящее;
    - будущее;
    - неопределенное.

  - Число (кроме деепричастий и инфинитива).
  - Лицо.
  - Род.
  - Возвратность.

Спряжение бывает первое и второе. Спрягаются глаголы только в изъявительном наклонении в настоящем и будущем времени. В прошедшем времени глаголы изменяются по родам и числам.
Есть у всех форм кроме инфинитива, причастия и деепричастия. Многие ученые считают, что деепричастие и причастие являются не формами глагола, а отдельными частями речи и, соответственно, несут в себе иные грамматические признаки.